# اورانیل سولفات
اورانیل سولفات (به انگلیسی: Uranyl sulfate) با فرمول شیمیایی UO۲SO۴ یک ترکیب شیمیایی است. که جرم مولی آن ۳۶۶٫۰۹ g/mol می‌باشد. 